# Avertissements sur les paquets de cigarettes
Pour les articles homonymes, voir Avertissement.

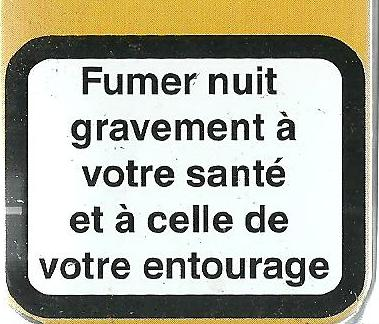
Exemple d'avertissement.

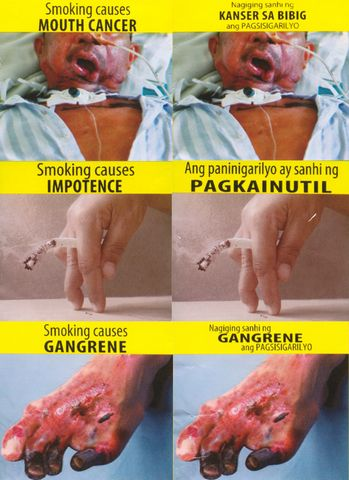
Avertissements sur des paquets de cigarettes aux Philippines.

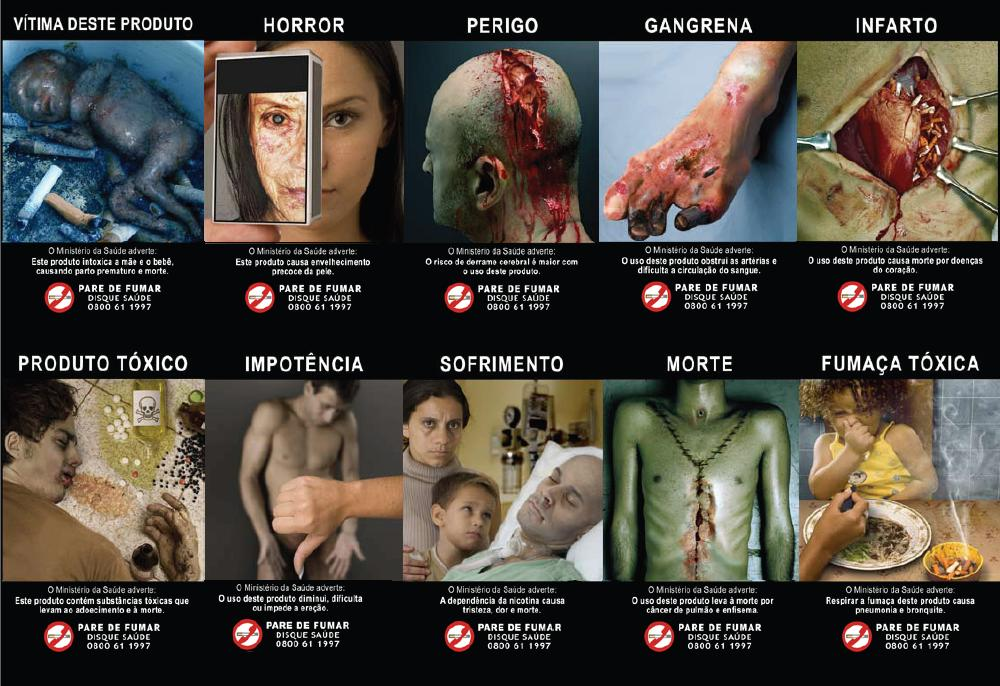
Avertissements au Brésil

Les avertissements sur les paquets de cigarettes sont des messages écrits (parfois aussi illustrés) sur les paquets de cigarettes et de tabac visant à informer les consommateurs des risques qu'ils prennent en consommant cette substance. En effet, le tabac peut avoir des effets graves sur la santé. La Convention-cadre de l'OMS pour la lutte antitabac recommande ces avertissements. Les avertissements varient en teneur et en taille suivant les pays.

## Affichage suivant les zones géographiques

### Australie
Les avertissements australiens consistent en plusieurs messages occupant 33 % de la face avant du paquet, toute la face arrière ainsi qu'une tranche sur le côté. La moitié supérieure de la face arrière contient une image choc, qui est rappelée sur la face avant ainsi qu'un slogan en lien avec la photo et un texte explicatif. Les teneurs en goudrons, nicotine et CO ont été supprimées car elles pouvaient donner à tort l'impression que certaines cigarettes étaient moins nocives que les autres.
Voici quelques exemples de slogans :
- « Smoking causes lung cancer » (Fumer provoque le cancer du poumon)
- « Smoking is addictive » (Fumer crée une dépendance)
- « Smoking kills » (Fumer tue)
- « Smoking causes heart disease » (Fumer provoque des maladies cardiaques)
- « Smoking when pregnant harms your baby » (Fumer enceinte nuit à votre bébé)
- « Your smoking can harm others » (Fumer peut nuire à votre entourage)
- « Smoking causes blindness » (Fumer rend aveugle)

Depuis le 1er décembre 2012, tous les paquets de cigarettes à la vente, quelle que soit la marque, sont désormais identiques (sans logo, ni marque). L'Australie est le premier pays au monde à avoir adopté cette législation qui a pour objectif, pour le gouvernement, de diminuer le nombre de fumeurs de 15 % de la population en 2012 à 10 % en 2018.

### Canada

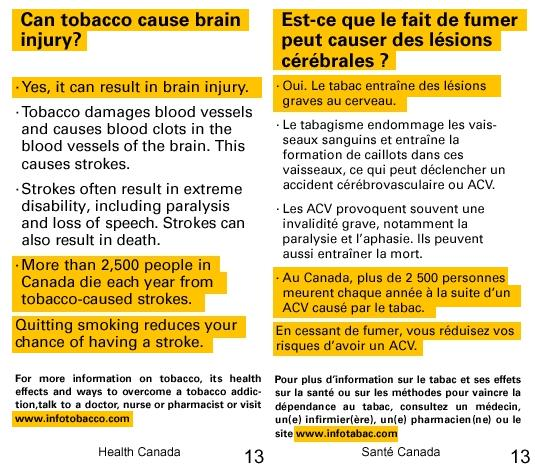
Un message se trouvant à l'intérieur d'un paquet de cigarettes, au Canada.

Le Canada est le précurseur des messages d'avertissement. Quatre messages ont été rendus obligatoires en 1989. Aujourd'hui, les emballages doivent comporter un message couvrant au moins 75 % de chacune des faces avant et arrière. Les slogans sont depuis 2001 accompagnés d'un visuel, généralement la photographie d'une lésion causée par le tabac.
Le Canada innove encore en ajoutant un dépliant informatif à l'intérieur du paquet, et en rendant obligatoire la mention non seulement du taux minimum de substances inhalées, mais aussi les valeurs maximales (pour prendre en compte les différentes façon d'inhaler la fumée chez les fumeurs) sous forme d’une fourchette plus réaliste, et en ajoutant (aux classiques taux de goudrons et nicotine) le monoxyde de carbone, et trois autres substances très toxiques : le méthanal, le benzène, et l’acide cyanhydrique (ou cyanure d'hydrogène).

### États-Unis

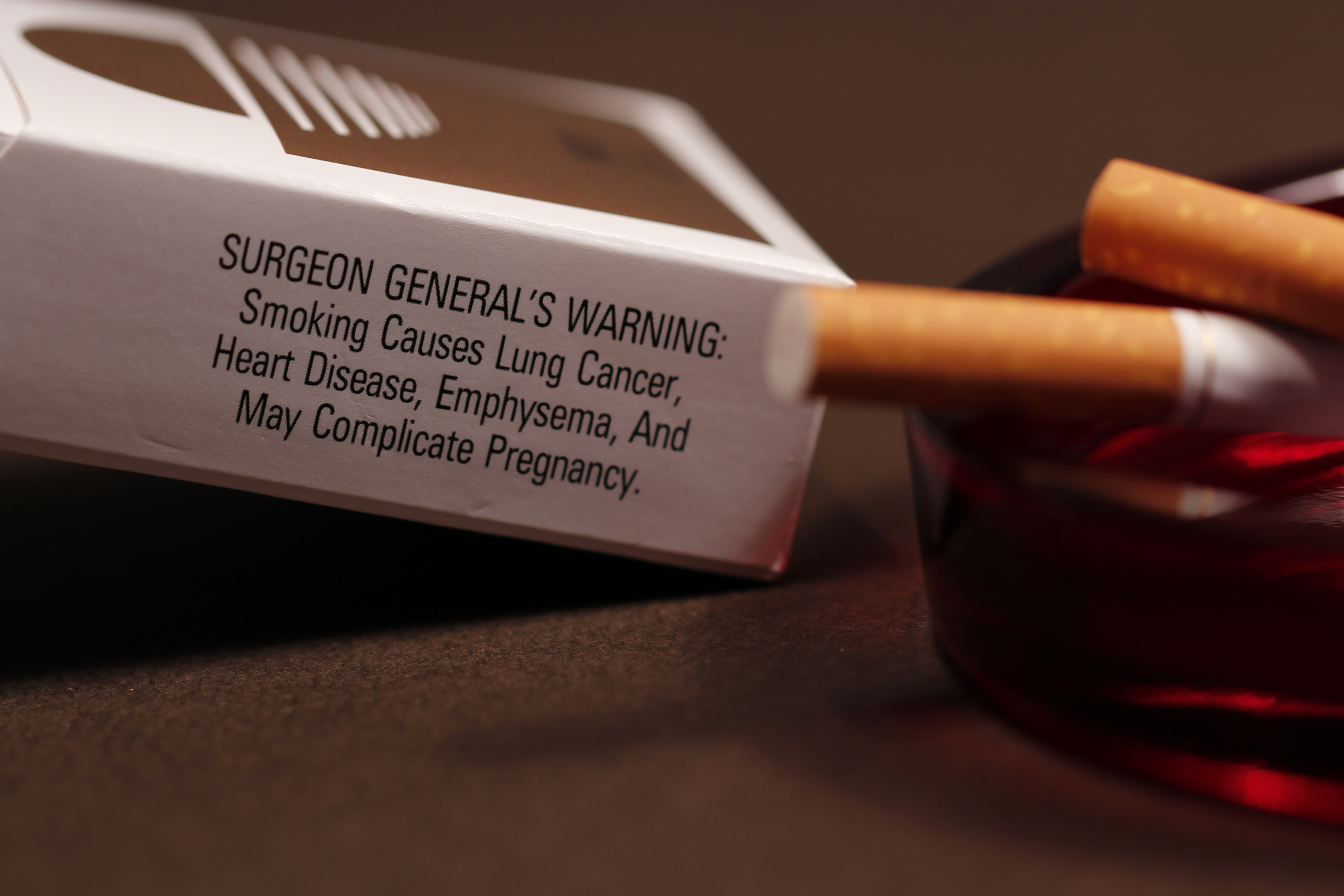
Avertissement américain en 2012

- « Caution: Cigarette Smoking May be Hazardous to Your Health » (Attention : fumer la cigarette peut être risqué pour votre santé) (1966)
- « Warning: The Surgeon General Has Determined that Cigarette Smoking is Dangerous to Your Health » (L'Administrateur de la santé publique a déterminé que fumer la cigarette est dangereux pour votre santé) (1970)
- « Surgeon General's warning: Smoking Causes Lung Cancer, Heart Disease, Emphysema, And May Complicate Pregnancy. » (Avertissement de l'Administrateur de la santé publique : Fumer provoque le cancer du poumon, les maladies cardiovasculaires, l'emphysème et des grossesses à complications)
- « Surgeon General's warning: Quitting Smoking Now Greatly Reduces Serious Risks to Your Health. »(Avertissement de l'Administrateur de la santé publique : Arrêter de fumer maintenant réduit les risques importants pour votre santé)
- « Surgeon General's warning: Smoking By Pregnant Women May Result in Fetal Injury, Premature Birth, And Low Birth Weight. » (Avertissement de l'Administrateur de la santé publique : Fumer pendant la grossesse peut provoquer des malformations fœtales, un accouchement prématuré et un bas poids de naissance)
- « Surgeon General's warning: Cigarette Smoke Contains Carbon Monoxide. » (Avertissement de l'Administrateur de la santé publique : La fumée de cigarette contient du monoxyde de carbone)

### Indonésie

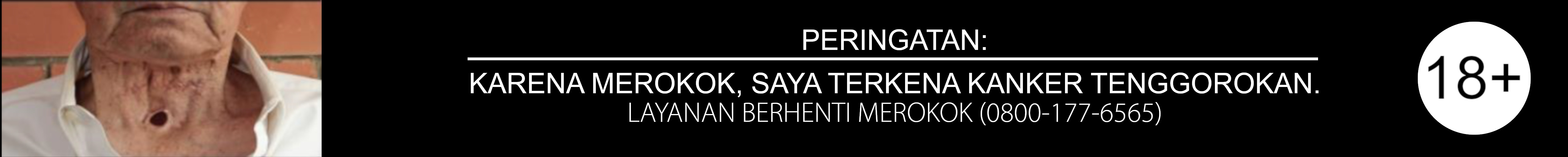
Un message se trouvant à l'intérieur d'un la publicité de cigarettes, en Indonésie.

- « Peringatan: rokok merenggut kebahagiaan saya satu persatu » (Avertissement : les cigarettes arrachent mon bonheur un par un)
- « Peringatan: merokok sebabkan kanker paru » (Avertissement : fumer cause le cancer du poumon)
- « Peringatan: merokok sebabkan kanker mulut » (Avertissement : fumer provoque le cancer de la bouche)
- « Peringatan: karena merokok, saya terkena kanker tenggorokan » (Avertissement : à cause du fumer, j'ai un cancer de la gorge)
- « LAYANAN BERHENTI MEROKOK: 0800-177-6565 » (SERVICE D'ARRÊT DE FUMER : 0800-177-6565)

### Malaisie
- « Amaran oleh kerajaan Malaysia: merokok membahayakan kesihatan » (Message du gouvernement de la Malaisie : fumer est dangereux pour la santé)

### Union européenne

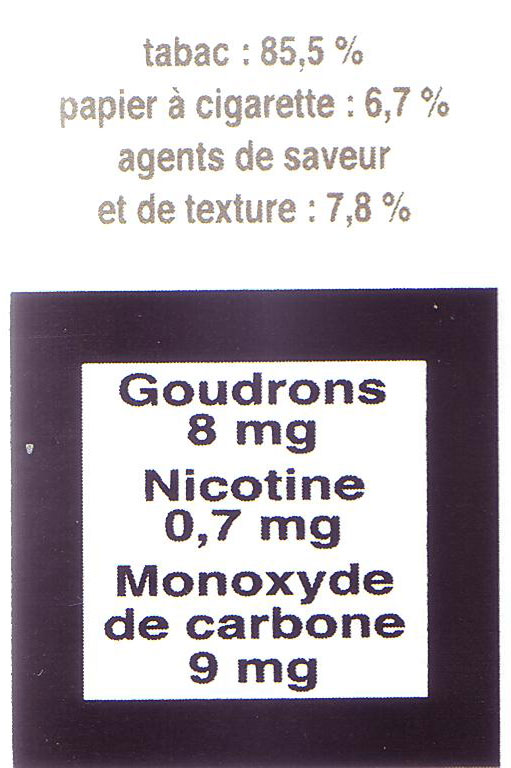
Quantités inhalées

Les avertissements sur les paquets de cigarettes européens sont harmonisés. Ils doivent être inscrits en caractères gras, en noir sur fond blanc, entourés d'un cadre noir. L'avertissement doit occuper au moins 30 % de la surface du paquet sur l'avant, et 40 % sur l'arrière. Les quantités de nicotine, goudrons et monoxyde de carbone inhalés (pour un fumeur standard) doivent aussi être indiquées. La présence d'agents de texture, de conservateurs et d'arômes, sans autre précision, est également indiquée.
La réglementation est liée à la directive 2001/37/CE du 5 juin 2001 « relative au rapprochement des dispositions législatives, réglementaires et administratives des États membres en matière de fabrication, de présentation et de vente des produits du tabac ». Au 31 octobre 2004, la directive était transposée dans tous les États membres à l’exception de l’Estonie.
Parce que chaque année 700 000 Européens décèdent de maladies liées au tabagisme et parce que l'habitude s’acquiert à un jeune âge — 70 % des fumeurs en Europe commencent à fumer avant l'’âge de 18 ans, et 94 % avant l’âge de 25 ans —, la directive 2014/40/UE du 3 avril 2014 cherche à rendre les produits du tabac moins attractifs auprès des jeunes.
En particulier, des images doivent couvrir 65 % de l'avant et de l'arrière du paquet et respecter des dimensions minimales.

#### Belgique
Parmi les précurseurs, on trouve la Belgique qui, tout comme la Grande-Bretagne a imposé depuis le premier décembre 2010, l'impression des images dissuasives pour les paquets de cigarettes vendus sur son territoire.
Depuis le 1er janvier 2020, les paquets neutres sont arrivés en Belgique (Sans logo, paquet vert marron et la marque écrite en petit.)
- « Stoppen met roken vermindert het risico op dodelijke hart- en longziekten » / Arrêter de fumer réduit les risques de maladies cardiaques et pulmonaires mortelles / « Wer das Rauchen aufgibt, verringert das Risiko tödlicher Herz- und Lungenerkrankungen. »
- « Roken brengt u en de anderen rondom u ernstige schade toe » / Fumer nuit gravement à votre santé et à celle de votre entourage / « Rauchen fügt Ihnen und den Menschen in Ihrer Umgebung erheblichen Schaden zu. »
- « Roken is dodelijk » / Rauchen ist tödlich / Fumer tue.
- « Roken veroorzaakt dodelijke longkanker » / Fumer provoque le cancer mortel du poumon / « Rauchen Verursacht tödlichen Lungenkrebs »

#### Espagne
En Espagne, les avertissements sont précédés sur les deux faces du paquet de la mention « Las autoridades sanitarias advierten » (en français, « les autorités sanitaires avertissent »), écrite en noir sur blanc, au-dessus du cadre noir de l'avertissement normalisé.
- Sur le devant du paquet 
  - « Fumar puede matar » (Fumer peut tuer)
  - « Fumar perjudica gravemente su salud y la de los que están a su alrededor » (Fumer nuit gravement a votre santé et à celle de votre entourage)
- Au dos du paquet
  - « Fumar acorta la vida » (Fumer raccourcit la vie)
  - « Fumar provoca cáncer mortal de pulmón » (Fumer provoque un cancer du poumon mortel)
  - « El tabaco es muy adictivo: no empiece a fumar » (Le tabac provoque l'addiction : ne commencez pas à fumer)
  - « Fumar obstruye las arterias y provoca cardiopatías y accidentes cerebrovasculares » (Fumer obstrue les artères et provoque cardiopathies et accidents vasculaires cérébraux)
  - « Fumar provoca el envejecimiento de la piel » (Fumer provoque le vieillissement de la peau)
  - « Ayuda para dejar de fumar: consulte a su médico o farmacéutico » (Faites-vous aider pour arrêter de fumer : consultez votre médecin ou votre pharmacien)
  - « Fumar puede reducir el flujo sanguíneo y provoca impotencia » (Fumer peut réduire l'afflux sanguin et provoquer l'impuissance)

#### France
- Sur le devant du paquet (près du tiers de la surface, encadré, en noir sur fond blanc)
  - Fumer tue
  - Fumer nuit gravement à votre santé et à celle de votre entourage
- Au dos du paquet (près de la moitié de la surface, encadré, en noir sur fond blanc)
  - Les fumeurs meurent prématurément
  - Fumer bouche les artères et provoque des crises cardiaques et des attaques cérébrales
  - Fumer provoque le cancer mortel du poumon
  - Fumer pendant la grossesse nuit à la santé de votre enfant
  - Votre médecin ou votre pharmacien peuvent vous aider à arrêter de fumer
  - Protégez les enfants : ne leur faites pas respirer votre fumée
  - Fumer crée une forte dépendance, ne commencez pas
  - Arrêter de fumer réduit les risques de maladies cardiaques et pulmonaires mortelles
  - Fumer peut entraîner une mort lente et douloureuse
  - Faites-vous aider pour arrêter de fumer, téléphonez au 3989 (15 ct/min)
  - Fumer peut diminuer l'afflux sanguin et provoquer l'impuissance sexuelle
  - Fumer provoque un vieillissement de la peau
  - Fumer peut nuire aux spermatozoïdes et réduit la fertilité
  - La fumée contient du benzène, des nitrosamines, du formaldéhyde et du cyanure d'hydrogène[7]

L'arrêté du 15 avril 2010 pris par le ministère de la Santé français imposait aux fabricants de tabac d'imprimer une image dissuasive sur au moins 40 % de la surface arrière du paquet. À compter du 20 avril 2011, tous les paquets distribués en débit de tabac ont dû se conformer à cette réglementation.
14 avertissements sanitaires ont été sélectionnés et seront imprimés avec les « visuels chocs »
En réaction à cette loi, on a vu apparaitre début 2011 plusieurs initiatives proposant aux fumeurs de cacher ces images.
Depuis le 1er janvier 2017, une mesure impose le paquet de cigarettes neutre. Les paquets sont désormais de couleur sombre, on retrouve un message différent sur les tranches latérales, une photo considérée comme choquante sur les deux faces, un message répliqué sur l'ouverture du paquet et en dessous de la photographie au dos.
- Sur les tranches (près du tiers de la surface, encadré en noir sur fond blanc)
  - Fumer tue
  - La fumée de tabac contient plus de 70 substances cancérigènes.

- Sur le capuchon (toute la surface, respectivement en blanc sur fond noir et noir sur fond jaune)
  - Votre fumée est dangereuse pour vos enfants, votre famille et vos amis
  - Pour arrêter de fumer : www.tabac-info-service.fr ou 3989 (appel non surtaxé)

#### Irlande
- voir Royaume-Uni

#### Pologne
- Sur le devant du paquet
  - « Palenie zabija »
- Au dos du paquet

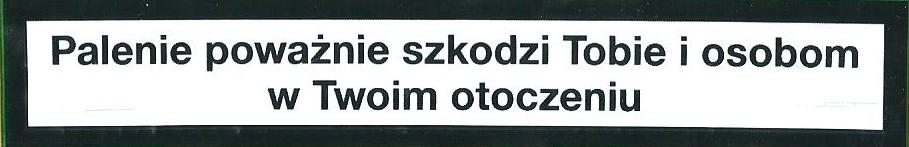

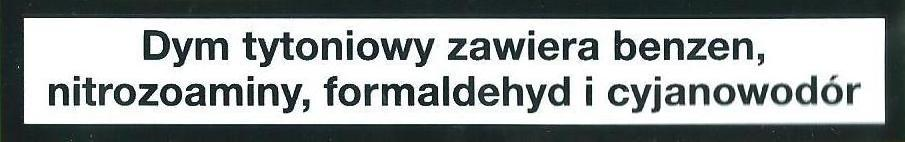
Avertissements sur paquets de tabac vendus en Pologne

  - « Palenie tytoniu w czasie ciąży skodzi Twojemu dziecku »

#### Tchéquie
- Sur le devant du paquet
  - « Kouření může zabíjet »
  - « Kouření vážně škodí Vám i lidem ve Vašem okolí »
- Au dos du paquet
  - « Kouření může zpomalovat krevní oběh a způsobuje neplodnost »
  - « Kouření může poškodit sperma a snižuje plodnost »

#### Suède
La Suède suit aujourd'hui la législation européenne mais des messages sur les risques encourus par les fumeurs étaient déjà présents sur les paquets de cigarettes dès 1993 soit deux ans avant son adhésion à l'Union européenne. Sur la majeure partie des paquets, on retrouve les mêmes messages qu'en France. Les plus courants étant:
- « Rökning dödar » (Fumer tue)
- « Rökning skadar allvarligt dig själv och personer i din omgivning ». (Fumer nuit gravement à votre santé et à celle de votre entourage)
- « Sök hjälp för att sluta röka: fråga din läkare, på apoteket eller Sluta röka-linjen 020-84 00 00 ». (Faites-vous aider à arrêter de fumer: renseignez-vous auprès de votre médecin, votre pharmacien ou en appelant le 020-84 00 00).

### Islande

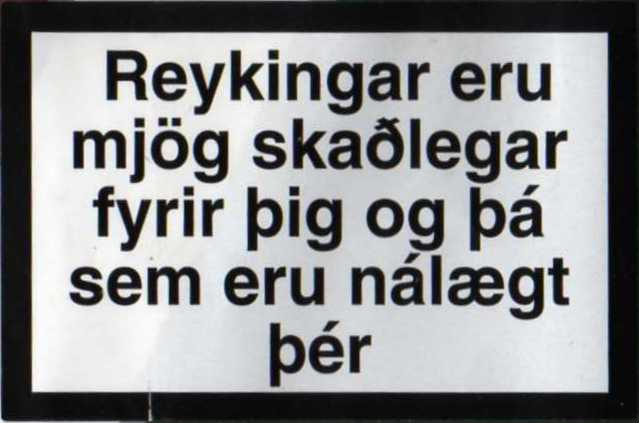
Avertissement sur un paquet de tabac à pipe vendu en Islande

Les avertissements occupent une partie de la face avant du paquet, en caractères gras, en noir sur fond blanc entourés d'un cadre noir. Les plus courants sont :
- « Reykingar drepa » (« Fumer tue »)
- « Reykingar valda banvænu krabbameini í lungum » (« Fumer provoque le cancer mortel du poumon »)
- « Reykingar eru mjög skaðlegar fyrir þig og þá sem eru nálægt þér » (« Fumer est très nocif pour toi et pour ton entourage »)
- « Reykingar á meðgöngu skaða barnið þitt »(« Fumer pendant la grossesse nuit à ton enfant »)
- « Reykingar flýta fyrir öldrun húðarinnar » (« Fumer accélère le vieillissement de la peau »)
- « Reykingar stífla slagæðar og valda kransæðastíflu og heilablóðfalli » (« Fumer obstrue les artères et provoque l'infarctus du myocarde et des accidents vasculaires cérébraux »)

### Royaume-Uni
En 1971, deux ans avant son adhésion à l'Union européenne, par les médécins chefs du Département de la Santé :
- Sur la côté gauche du paquet
  - « Warning by H.M. Government, Smoking can seriously damage your health » (« Avertissement par le gouvernement de Sa Majesté, Fumer peut gravement endommager votre santé »)

En 1991, selon la législation européenne, l'avertissement fut modifié :
- Face avant et face arrière du paquet
  - « Tobacco seriously damages health » (« Le tabac gravement endommage la santé »)

Les mentions courants sont similaires à la France, en anglais, malgré le fait que le Royaume-Uni n'est plus un pays de l'Union européenne :
- Face avant (30 %)
  - « Smoking kills / Smoking can kill »
  - « Smoking seriously harms you and others around you »
- Face arrière (40 % de la surface)
  - « Smokers die younger »
  - « Smoking clogs the arteries and causes heart attacks and strokes »
  - « Smoking causes fatal lung cancer »
  - « Smoking when pregnant harms your baby »
  - « Protect children: don't make them breathe your smoke »
  - « Your doctor or your pharmacist can help you stop smoking »
  - « Smoking is highly addictive, don't start »
  - « Stopping smoking reduces the risk of fatal heart and lung diseases »
  - « Smoking can cause a slow and painful death »
  - « Get help to stop smoking: telephone/postal address/internet address/consult your doctor/pharmacist »
  - « Smoking may reduce the blood flow and cause impotence »
  - « Smoking causes ageing of the skin »
  - « Smoking can damage the sperm and decreases fertility »
  - « Smoke contains benzene, nitrosamines, formaldehyde and hydrogen cyanide »

### Russie
- Mention principale
  - « Минздрав России предупреждает: курение вредит Вашему здоровью » (Avertissement du Ministère Russe de la Santé Publique : Fumer est dangereux pour la santé)

- Mentions complémentaires
  - « Курение — причина раковых заболеваний » (Fumer provoque le cancer)
  - « Курение — причина смертельных заболеваний » (Fumer provoque des maladies mortelles)
  - « Оградите детей от табачного дыма » (Protégez les enfants de la fumée de cigarette)
  - « Курение табака вызывает никотиновую зависимость » (La nicotine rend dépendant de la cigarette)
  - « Курение — причина заболеваний сердца » (Fumer provoque des maladies cardiovasculaires)

### Ukraine

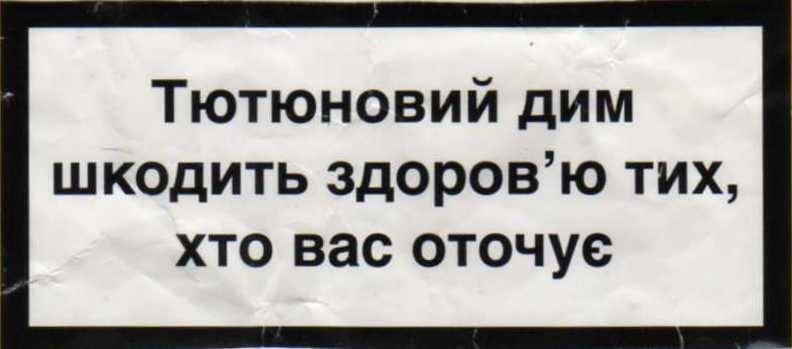
Mention sur un paquet de tabac à rouler vendu en Ukraine

- « Тютюновый дим шкодить здоров'ю тих, хто вас оточує » (« La fumée du tabac nuit à la santé de votre entourage »)
- « Куріння призводить до серцево-судинних захворювань та раку легенів » (« Fumer provoque des maladies cardiaques et le cancer du poumon »)